# Pont de Thiennes
Le pont de Thiennes, situé sur la Lys, relie les communes de Thiennes et d'Aire-sur-la-Lys.

## Historique

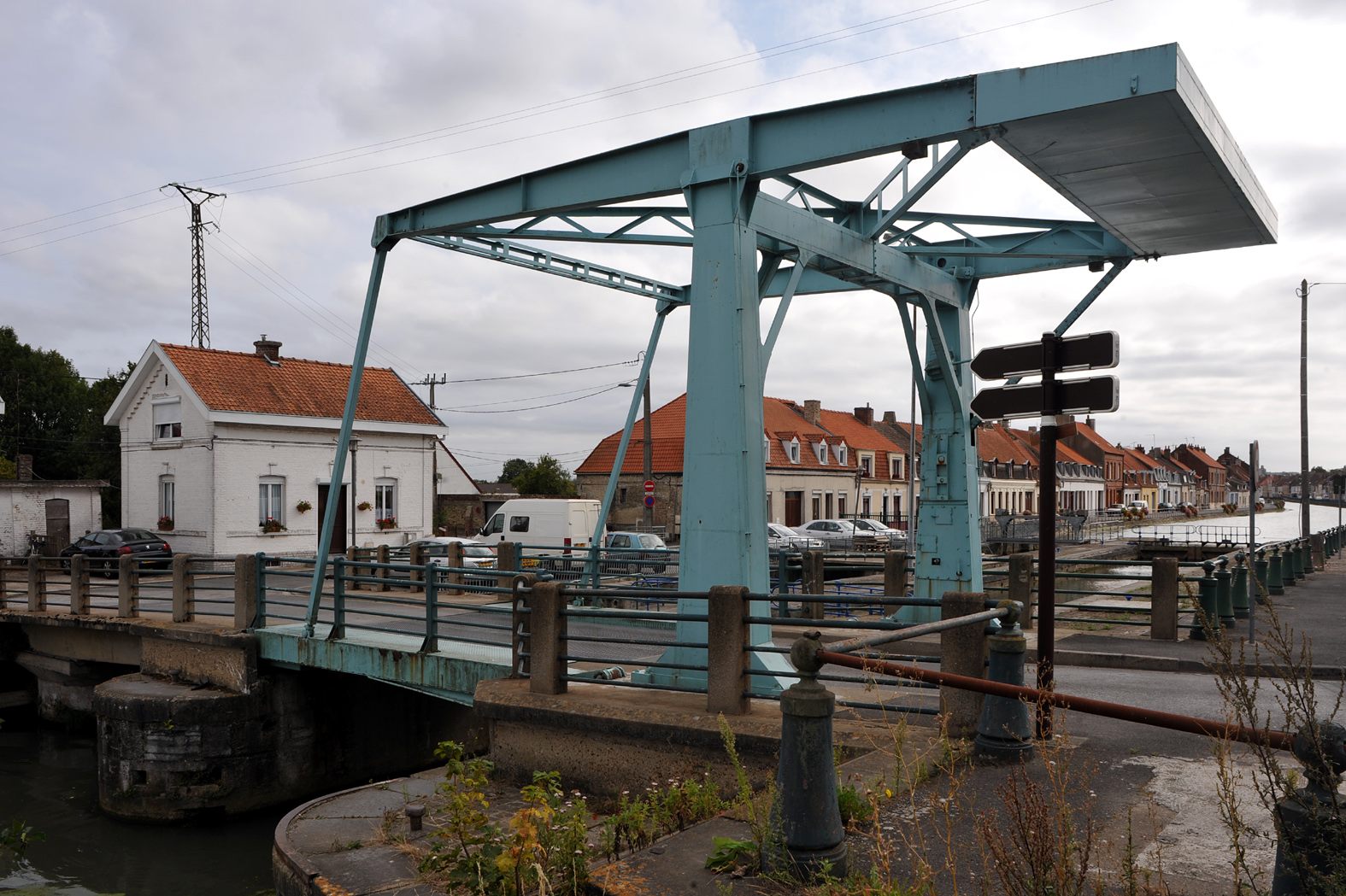
Type de pont provisoire similaire antérieur.

Ce pont doit sa célébrité régionale au temps qu'il a fallu pour le reconstruire de façon définitive, soit soixante-dix ans.
En 1940, afin de freiner l'invasion allemande, les Alliés le détruisent une première fois. Les Allemands le reconstruisent en 1943 … puis le détruisent en 1944 pour ralentir l'avancée alliée.
En 1946, un pont-levis provisoire à une voie est installé. 
Après un parcours administratif de plusieurs dizaines d'années, le dossier de reconstruction du pont aboutit sous l'impulsion du maire de Thiennes, Jean Bart : il est envisagé de construire un pont surélevé. 
Or les fouilles archéologiques préalables révèlent un site mérovingien remarquable sur la commune. Leurs coûts importants obligent à revoir complètement la physionomie du futur pont. Il est finalement décidé de construire un pont-levis à deux voies.
Le nouveau pont est mis en service en juin 2013 et officiellement inauguré le 25 janvier 2014.
Les travaux, d'un coût total de 1,8 million d'euros, ont été financés par l'État (33,9 %) au titre des dommages de guerre, par le département du Pas-de-Calais (33,05 %) et par le département du Nord (33,05 %).
Le samedi 25 octobre 2014 à 16 h, le nom du pont de Thiennes est dévoilé : en l'honneur du maire décédé de la commune qui a porté le dossier pendant 69 ans, le nom du pont est Jean Bart .